# HMS Collingwood (1882)
El HMS Collingwood fue un acorazado de la Marina Real Británica, el primero de la clase Admiral diseñado por Nathaniel Barnaby durante la década de 1880. El diseño esencial del barco se convirtió en el estándar para la mayoría de los acorazados británicos posteriores. Terminado en 1887, pasó los siguientes dos años en reserva antes de ser asignado a la Flota del Mediterráneo durante los siguientes ocho años. Después de regresar a casa en 1897, el barco pasó los siguientes seis años como buque de guardia en Irlanda.
El Collingwood no sufrió daños importantes durante una colisión accidental en 1899 y fue dado de baja cuatro años después. El barco fue vendido como chatarra en 1909 y posteriormente desguazado.